# 大広場 (ストックホルム)

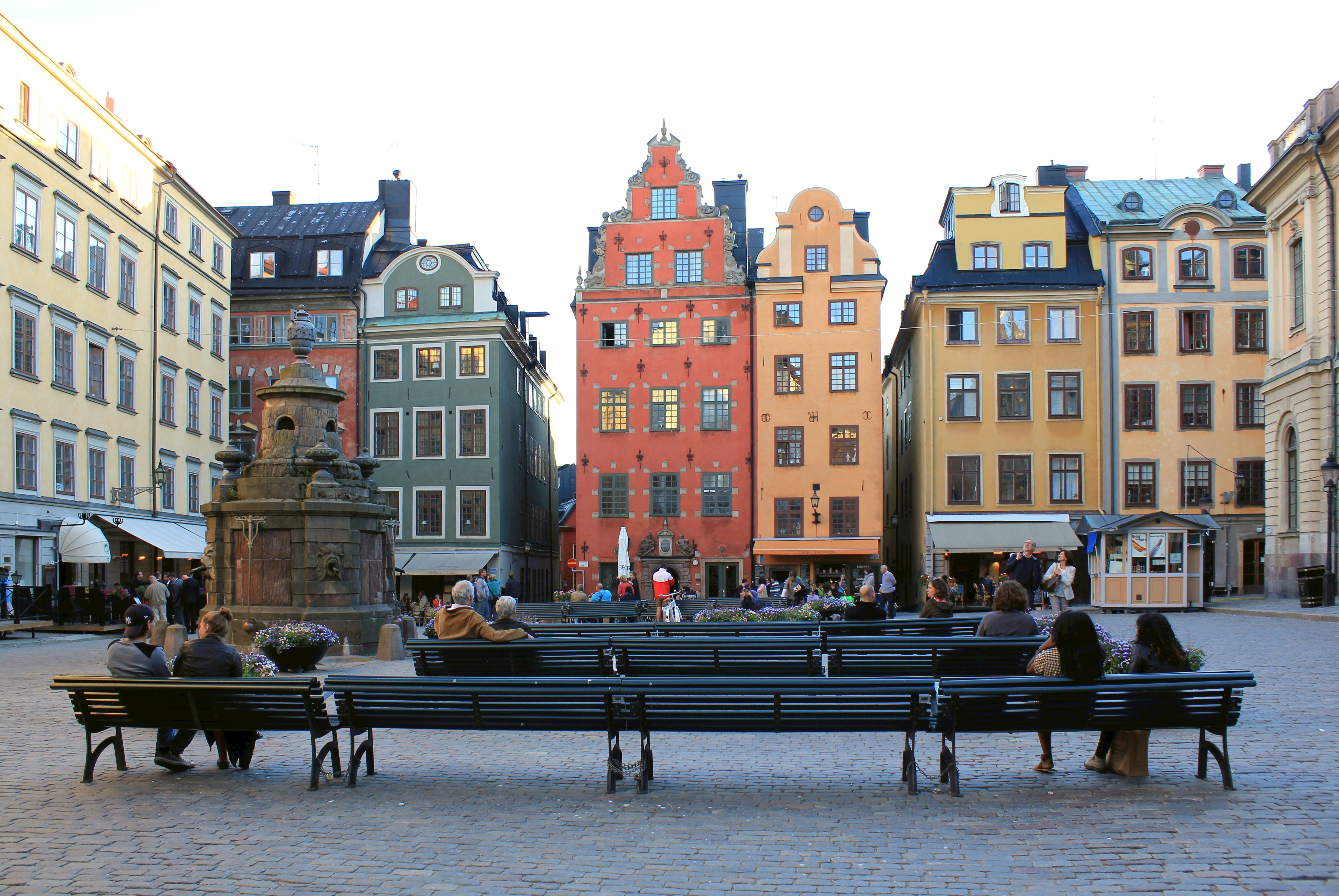
大広場

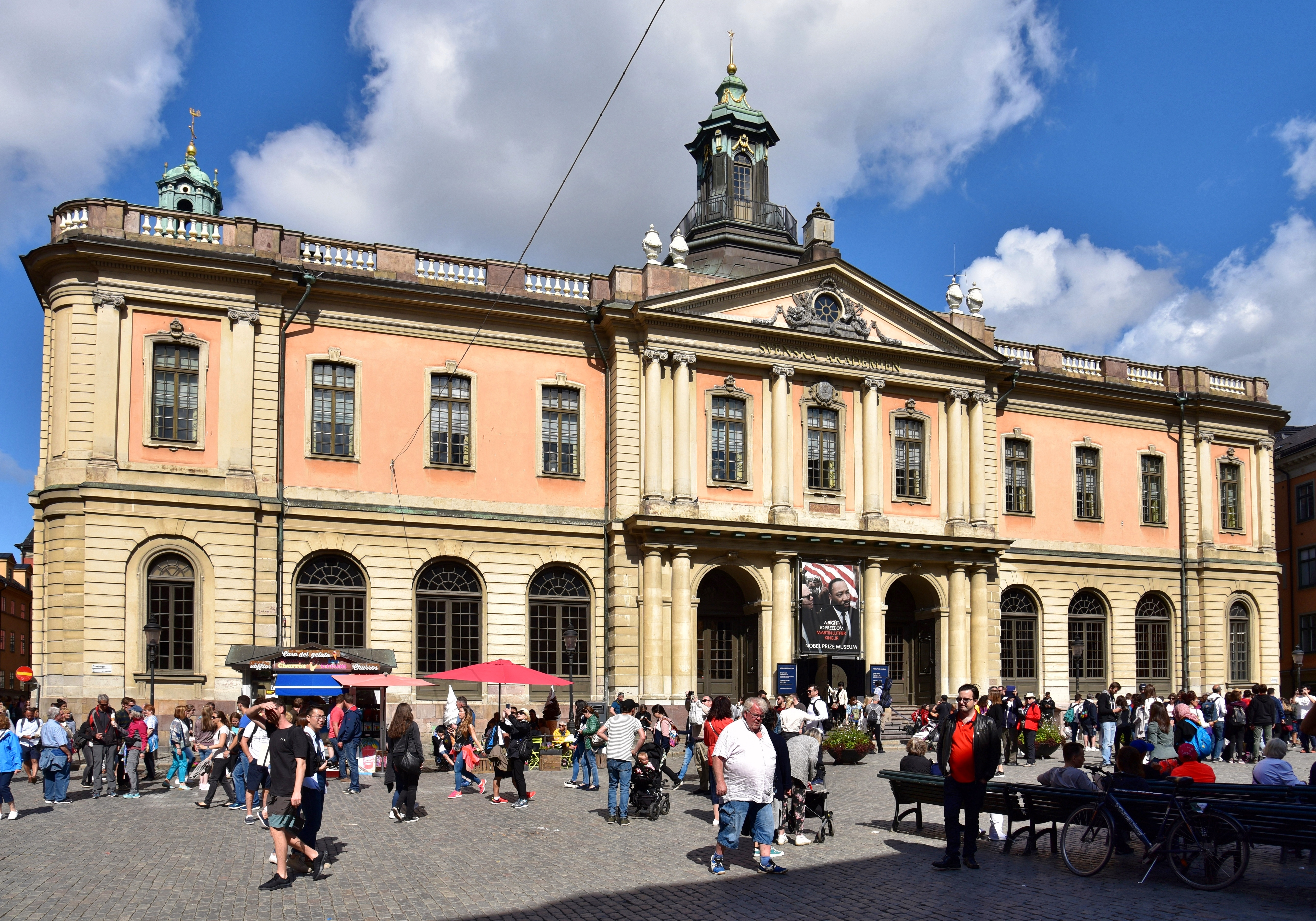
ノーベル博物館

大広場（おおひろば、スウェーデン語: Stortorget）はスウェーデン・ストックホルムの旧市街にある広場で、周辺にはノーベル博物館のほか、レストランやカフェなどがある。ストックホルム最古の広場で、1520年にスウェ－デン独立派の貴族が処刑されたストックホルムの血浴の発生地でもある。